# Simon Zahner
Simon Zahner, né le 8 mars 1983 à Bubikon, est un coureur cycliste suisse.

## Biographie
Il s'est classé deuxième de la Coupe du monde de cyclo-cross espoirs 2004-2005 et troisième du championnat du monde de cette catégorie en 2005. Il a remporté en 2009 le Tour Alsace et la Flèche du Sud, deux courses par étapes de l'UCI Europe Tour 2009, dont il s'est classé 95e et premier Suisse.
En 2017, il est élu à la Commission des athlètes de l'UCI.

## Palmarès sur route

### Par années
- 2004
  - 2e du championnat de Suisse sur route espoirs
- 2005
  - 2e du championnat de Suisse du contre-la-montre espoirs
- 2006
  - 3e du championnat de Suisse du contre-la-montre
- 2007
  - 2e du Grand Prix des Carreleurs
  - 2e du championnat de Suisse du contre-la-montre
- 2008
  - Classement général du Tour de Franche-Comté
  - 3e d'Annemasse-Bellegarde et retour
- 2009
  - Grand Prix des Carreleurs
  - Prix des Vins Henri Valloton
  - Flèche du Sud :
    - Classement général
    - 2e étape

  - Classement général du Tour Alsace
- 2010
  - 2e du championnat de Suisse sur route
- 2012
  - Prix du Saugeais :
    - Classement général
    - 1re étape (contre-la-montre)

  - 3e de Troyes-Dijon
  - 3e des Boucles de la Marne
- 2013
  - 4e étape du Tour Alsace
- 2014
  - Prix du Saugeais :
    - Classement général
    - 2e étape

  - Tour du Beaujolais :
    - Classement général
    - 1re étape

  - 2e du Tour de Berne
- 2015
  - 3eb étape des Quatre Jours des As-en-Provence
- 2017
  - Grand Prix des Lapins de Pâques

### Résultats sur les grands tours

#### Tour d'Italie
1 participation
- 2011 : 131e

### Classements mondiaux
| Année           | 2005  | 2006 | 2007  | 2008 | 2009 | 2010 | 2011 | 2012  | 2013 | 2014 |
| --------------- | ----- | ---- | ----- | ---- | ---- | ---- | ---- | ----- | ---- | ---- |
| UCI Europe Tour | 1134e |      | 1187e | 812e | 95e  | 462e |      | 1141e | 899e | 418e |

## Palmarès en cyclo-cross
| - 2000-2001 - 2e du championnat de Suisse de cyclo-cross juniors - 2002-2003 - 2e du championnat de Suisse de cyclo-cross espoirs - 2003-2004 - Champion de Suisse de cyclo-cross espoirs - 2004-2005 - 2e du championnat de Suisse de cyclo-cross espoirs - Médaillé de bronze du championnat du monde de cyclo-cross espoirs - 2005-2006 - 3e du championnat de Suisse de cyclo-cross - 2006-2007 - 2e du championnat de Suisse de cyclo-cross - 2008-2009 - 2e du championnat de Suisse de cyclo-cross | - 2011-2012 - 2e du championnat de Suisse de cyclo-cross - 10e du championnat du monde de cyclo-cross - 2012-2013 - 38. Frankfurter Rad-Cross, Francfort-sur-le-Main - 2e du championnat de Suisse de cyclo-cross - 10e de la Coupe du monde - 2013-2014 - 3e du championnat de Suisse de cyclo-cross - 2016-2017 - 9e du championnat du monde de cyclo-cross - 2017-2018 - 2e du championnat de Suisse de cyclo-cross |